# Hürdem Riethmüller
Hürdem Riethmüller (* 19. Mai 1962 in München als Hürdem Gürel) ist eine deutsche Schauspielerin.

## Leben
Hürdem Riethmüller wurde in München als zweite Tochter eines Architekten und einer Bildhauerin geboren. Ihre aus Istanbul stammenden Eltern lebten seit 1955 in Schwabing. Riethmüller begann nach einem halbjährigen Englandaufenthalt das Studium der Theaterwissenschaften an der Universität in München. 1980 siedelte sie nach Berlin über und schloss das Schauspielstudium an der Fritz-Kirchhoff-Schauspielschule „Der Kreis“ mit der Bühnenreife ab. Parallel zur Ausbildung spielte sie in drei Produktionen des türkischen Ensembles unter der Intendanz Peter Stein, später Luc Bondy, in der Regie von Beklan Algan, Tuncel Kurtiz und Miriam Goldschmidt.
Ihr erstes Gastengagement nahm Riethmüller 1985 am Westfälischen Landestheater an, um in der Musical-Produktion einer teils fiktiven Geschichte der türkisch-deutschen Band „Kanaken“ die Schwester des Bandleaders Cem Karaca und Tochter der strengen Mutter Toto Karaca zu spielen. Neben Theaterengagements an diversen Bühnen spielte sie auch für Film und Fernsehen. Ihr Rollenspektrum umfasst neben klassischen Rollen auch selbst erarbeitete Charaktere. Während eines Engagements an der Schauburg, Theater der Jugend München, entwickelte sie im Team ein eigenes Stück und erhielt für die Rollengestaltung der Dalila in Dalilas lange Nacht den Thurn- und Taxis-Förderpreis der Bayerischen Theatertage.
2016 sprach sie die „Mutter“ im Hörspiel Vergesst mich nicht von Laila Stieler.
2018 kam sie nach fast 30 Jahren für ein Gastengagement in ihre Geburtsstadt München. Diesmal spielte sie an den Münchner Kammerspielen Dr. Alici im gleichnamigen Stück von Olga Bach, frei nach Professor Bernhardi unter der Regie von Ersan Mondtag.
2022/2023 spielte sie am Vorarlberger Landestheater in Bregenz/Österreich in der Zwei-Personen-Uraufführung ZWEI FRAUEN, EIN LEBEN (Autorin: Daniela Egger, R: Suat Ünaldı).

## Privates
Riethmüller wohnt in Berlin und spricht neben ihren Muttersprachen Türkisch und Deutsch auch fließend Englisch und Französisch Des Weiteren verfügt sie auch über Italienischkenntnisse.

## Filmografie (Auswahl)
- 1991: Ich liebe Deutschland – Regie: Konstantin Schmidt (Fernsehfilm)
- 1992: Lilli Lottofee – Regie: Michael Verhoeven (Fernsehserie, 3 Folgen)
- 1997: SawdustTales – Regie: Baris Pirhasan (Kino)
- 2008: Evet, ich will! – Regie: Sinan Akkus (Kino)
- 2012: Offroad – Regie: Elmar Fischer (Kino)
- 2013: Krimi.de (Fernsehserie, Folge Ehrensache)
- 2014: Die Reichsgründung – Regie: Bernd Fischerauer (Fernsehfilm)
- 2016: Gecenin kraliçesi (Fernsehserie, eine Folge) – Regie: Taylan Brothers
- 2017: Bruder – die schwarze Macht – Regie: Randa Chaoud, ZDF neo. (Fernsehserie, 4 Folgen)
- 2018: Adi Zehra (Fernsehserie, eine Folge) -
- 2019: Alles was zählt (Fernsehserie, 4 Folgen)
- 2020: Para - Wir sind King – Regie: Özgür Yildrim (Fernsehserie, eine Folge)
- 2021: Gute Zeiten, schlechte Zeiten (Fernsehserie, 4 Folgen)

## Theater (Auswahl)
- 2016–2025 Bühne für Menschenrechte, Nsu-Monologe, Rolle, Adile Simsek, R:Michael Ruf
- 2018–2019 Theater der Altmark, Cabaret, Rolle: Fräulein Schneider, Regie: Wolf E. Rahlfs
- 2018–2020 Münchner Kammerspiele, Dr. Alici, Rolle: Dr. Alici, Regie: Ersan Mondtag[4]
- 2022–2023 Bregenzer Landestheater (Vorarlberger Landestheater) Zwei Frauen, ein Leben. Das Leben des Dichters, Journalisten und Trägers des Goldenen Verdienstordens des Landes Vorarlberg aus den Augen seiner Witwe Ayşe Şurdum; Uraufführung, Autorin: Daniela Egger, Regie: Suat Ünaldı